# Fruitcurd
Curd of fruitcurd is een Engelse topping of spread, meestal gemaakt van citrusvruchten, die veel geserveerd wordt op brood en scones tijdens de afternoon tea als alternatief voor jam en als topping op kleine cakejes.
De basisingrediënten zijn geklopte eidooiers, suiker, vruchtensap en zeer fijn geraspte schillen, die au bain-marie gekookt worden tot het geheel dik is. Daarna moet het geheel afkoelen, waardoor een zachte, gladde, smaakvolle spread ontstaat. Alternatieve recepten bevatten ook eiwit of boter.
Veel gebruikte vruchten zijn citroen, limoen, sinaasappel of mandarijn. Andere smaakvariaties zijn passievrucht, mango, frambozen, veenbessen of bramen. Met citroen bereide fruitcurd wordt lemon-curd genoemd.
Als de curd in gesteriliseerde potten wordt gedaan, blijft deze lang goed.